# Gewaltfreie Intervention
Als gewaltfreie Intervention wird entgegen der militärischen sogenannten humanitären Intervention das aktiv gewaltlose Eingreifen von externen unparteiischen Dritten in einen gewaltförmigen Konflikt verstanden. Des Weiteren kann der Ausdruck auch eine Klasse von Methoden für die gewaltfreie Aktion beschreiben.

## Klasse von Methoden
Gene Sharp und danach weitere wie Theodor Ebert klassifizieren bestimmte gewaltfreie Methoden unter den Begriff der gewaltfreien Intervention. Diese zeichnen sich, etwa entgegen dem Protest, durch direkte Konfrontation mit dem Konfliktgegenüber aus. Sharp unterteilt 40 verschiedene Methoden in psychologische, physische, soziale, ökonomische und politische Kategorien. Beispiele dafür sind Sit-ins, die Überlastung von administrativen Systemen oder Fasten.

## Intervention von Drittparteien
Die Intervention durch Drittparteien erfolgt entgegen der humanitären Intervention durch nichtstaatliche Akteure und ist auf jeden Fall unbewaffnet und gewaltfrei. Die dabei eingesetzten gewaltfreien Methoden sind:
- Massenhafte kurzzeitige Anwesenheit (z. B. internationale Friedensmärsche in Konfliktgebiete, erfolgreich angewandt z. B. in Kambodscha[3])
- Konflikt-Mediation (Mediation)
- Gewaltfreies Dazwischentreten allgemein (Interpositioning)
- Schützende Begleitung (Accompaniment)
- Monitoring und schützende Präsenz (Presence).[4] Die Intervention erfolgt dabei auf Einladung ziviler im Konfliktgebiet befindlicher Akteure.[5] Beispiele für gesellschaftliche Akteure sind Peace Brigades International oder Nonviolent Peaceforce.

Die verschiedenen Formen, Menschen gewaltfrei zu schützen (unarmed protection) werden auch unter dem Begriff Ziviles Peacekeeping zusammengefasst. Der Begriff selbst ist zwar hauptsächlich in der englischen Literatur etabliert als „'Unarmed civilian protection (UCP)“, ist jedoch auch wegen der begrifflichen Nähe zu (bewaffnetem) Peacekeeping durch UNO-Blauhelme diskussionswürdig, weswegen einige Organisationen lieber von „unarmed protection“ sprechen. Da der Begriff „Ziviles Peacekeeping“ jedoch schon länger eingeführt ist, wird er hier beibehalten. So veranstaltete der Deutsche Bundestag am 14. März 2016 eine Anhörung zum Thema „Chancen für unbewaffnetes Ziviles Peacekeeping“.

## Ziviles Peacekeeping
Historisch geht Ziviles Peacekeeping auf die indische Friedensarmee Shanti Sena zurück. Seit 2014 hat der Bund für Soziale Verteidigung (BSV)  eine Kampagne zum Zivilen Peacekeeping begonnen, der sich andere Friedensorganisationen angeschlossen haben.
Die Akteure des Zivilen Peacekeeping werden meist durch Nichtregierungsorganisationen, nationale wie internationale, eingesetzt. Bekannte Organisationen auf diesem Gebiet sind: Peace Brigades International, Witness for Peace, Nonviolent Peaceforce. Der Zivile Friedensdienst umfasst auch Einsätze des Zivilen Peacekeeping, jedoch auch zahlreiche andere. Menschen aus dem globalen Süden sind genauso wie die aus dem Norden als Einsatzkräfte des Zivilen Peacekeeping tätig.

### Aufgaben
Die konkrete Aufgabenstellung des Zivilen Peacekeeping ist vielfältig und z. T. überschneiden sie sich mit denen anderer Formen der Gewaltfreien Intervention (s. o.):
- Monitoring von Waffenstillständen und anderen Übereinkommen
- Begleitung gefährdeter Personen, insbesondere von sozialen Aktivisten, die Menschenrechte einklagen
- Prävention von Gewalt in besonders gefährlicher Situationen (Wahlen, Abstimmungen)
- Aufbau von „Frühwarnsystemen“, Kontrolle von Gerüchten
- Anbahnung eines Dialogs zwischen verfeindeten Gruppen
- Kontakt zu den bewaffneten Akteuren (Militär, Guerilla) aufbauen, um Schutzvereinbarungen zu verhandeln
- Trainings anbieten, um Menschen zu befähigen, sich selbst und ihre Nachbarn zu schützen

### Funktionsweise
Unbewaffnete Zivilisten haben keine Möglichkeit, unmittelbaren Zwang auszuüben oder durch Gewaltandrohung abzuschrecken. Die UN-Blauhelme hingegen sind sehr wohl bewaffnet – und werden unter anderem deswegen häufig auch als Konfliktpartei wahrgenommen. Die Akteure des Zivilen Peacekeeping werden in ihrer vordergründigen Schutzlosigkeit eher als neutral respektiert. Daraus resultiert ein persönlicher Schutz, der sich auch auf die Kontaktpersonen überträgt. Erfahrungsgemäß scheuen sich auch potenzielle Gewalttäter, die kein Problem haben, Einheimische anzugreifen, Internationale zu attackieren. Dazu kommt, dass die Internationalen geschult sind in deeskalierender Kommunikation und sich bemühen, zu allen Konfliktseiten vertrauensvolle Beziehungen aufzubauen.

### Einsatzkosten des Zivilen Peacekeeping
Nach Angaben von Nonviolent Peaceforce kostet eine Einsatzkraft unter Einberechnung aller Kosten der Organisation (incl. Management, Öffentlichkeitsarbeit) weniger als 50.000 Euro/Jahr. Darin inbegriffen sind auch die (Sozial-)Versicherungen für die Einsatzkraft. Zum Vergleich: Ein US-Soldat in Afghanistan kostet 1,2 Mio. US-$ im Jahr.

### Einsatzländer des Zivilen Peacekeeping
Eine Auswahl der Länder, in denen 2015 Ziviles Peacekeeping stattfand:
- Südsudan
- Philippinen
- Syrien
- Myanmar

## Verbreitung der gewaltfreien Intervention allgemein
Gewaltfreie Intervention gibt es
- Auf allen Kontinenten
- Im eigenen Land wie im Ausland
- Als kurzfristigen Eingriff (z. B. Friedensmärsche) wie als jahrelanges Projekt
- Von ausgebildeten und bezahlten Friedensfachkräften wie von Basisaktivisten
- Als Massenaktion junger Menschen und als NGO-Schulung „train the trainer“
- Aus religiös-spiritueller Motivation oder aus politischer
- Dezidiert gewaltfrei und anti(!)militaristisch oder als Teil des „integrierten“ Sicherheitskonzepts der eigenen Regierung
- Als Aktion staatlicher Akteure (z. B. der OSZE)

Nach Angaben des Ministeriums für wirtschaftliche Zusammenarbeit wurden allein aus Deutschland von 1999 bis 2014 mehr als 800 Fachkräfte in über 50 Länder entsandt.